# Conus antiquus
Espèce
Conus antiquus est une espèce fossile de mollusques gastéropodes marins de la famille des Conidae.

## Taxonomie

### Publication originale
L'espèce Conus antiquus a été décrite pour la première fois en 1810 par le naturaliste français Jean-Baptiste Lamarck.